# 鞍匠井 (馬)
聖泉（Sadler's Wells，1981年4月10日—2011年4月26日）是美國生產，英愛地區訓練的純種競賽馬匹，為名種馬北地舞人之子，母系成就亦非常出色，為14屆英愛冠軍種馬。名字出自英國倫敦享負盛名，有四百年歷史的聖泉歌劇院。查Sadler並非鞍匠Saddler，而是十七世紀英國人Richard Sadler的姓氏。Sadler發現了倫敦一所修道院的水泉具有醫治百病的神奇功效，就地建了一所劇院。
聖泉是蘿拔.桑士打（Robert Sangster）購回的純種馬，在役時由愛爾蘭名練馬師雲信.柯布連(Vincent O'Brien)訓練，1984年在英國與愛爾蘭均贏取一級賽事如Coral Eclipse，主任騎師為柯布連馬房當時的主帥，愛爾蘭騎師帕特.魏德禮(Pat Eddery)。

## 競賽成績
競賽生涯獲11戰6冠3亞佳績，其中包括愛爾蘭二千堅尼、日蝕大賽。
聖泉在役時評分低於同馬房的‘大老爺’(El Gran Senor)。

## 配種馬成績
賽績上聖泉算不上是馬王級，但配種成績出色，甚至超過了十九世紀末的名種馬聖西蒙 (馬)，至今已有近３００匹子嗣勝出級際賽，僅次於丹山。聖泉出色的配種成績讓其至27歲才從種馬生涯退休，全勝馬王‘范高爾’是他最出名的後代之一。
聖泉有一全兄弟馬神話王，配種成就不比其兄專美，配種界普遍將這類全兄弟馬視作同一系統。

## 外部連結
- 血統表 （页面存档备份，存于）